# Eirene (maan)
Eirene (S/2003 J 5) is een maan van Jupiter die is ontdekt door Scott S. Sheppard et al. De maan is ongeveer 4 kilometer in doorsnede en draait om Jupiter met een baanstraal van 23,495 Gm in 738,75 dagen.